# Raúl Nava
Raúl Nava López (ur. 17 września 1990 w mieście Meksyk) – meksykański piłkarz występujący na pozycji napastnika.

## Kariera klubowa
Nava jest wychowankiem klubu Deportivo Toluca, do którego seniorskiego zespołu został włączony jako osiemnastolatek przez szkoleniowca José Manuela de la Torre, po kilku miesiącach występów w drugoligowych rezerwach – Atlético Mexiquense. W meksykańskiej Primera División zadebiutował 4 października 2008 w zremisowanym 1:1 spotkaniu z Cruz Azul, natomiast premierowego gola strzelił 30 listopada tego samego roku w wygranej 2:0 konfrontacji z Tecos UAG. Już w swoim debiutanckim, jesiennym sezonie Apertura 2008 zdobył z Tolucą tytuł mistrza Meksyku, lecz pełnił wyłącznie rolę rezerwowego zawodnika. Regularniej na ligowych boiskach, choć wciąż wyłącznie po wejściach z ławki, zaczął się pojawiać dopiero rok później, kiedy to został również wybrany w oficjalnym plebiscycie Meksykańskiego Związku Piłki Nożnej odkryciem sezonu Apertura 2009. W wiosennym sezonie Bicentenario 2010 znów wywalczył z ekipą prowadzoną przez De la Torre mistrzostwo Meksyku, lecz nie potrafił sobie wywalczyć miejsca w pierwszym składzie, wobec konkurencji ze strony Héctora Mancilli.
Latem 2012 Nava został wypożyczony do zespołu Club Tijuana, gdzie już w pierwszym sezonie – Apertura 2012 – osiągnął pierwsze w historii klubu, zaś trzecie w swojej karierze mistrzostwo Meksyku. W barwach Tijuany spędził rok, lecz pozostawał wyłącznie głębokim rezerwowym dla Duviera Riascosa i Alfredo Moreno. Po powrocie do Toluki jego sytuacja nie zmieniła się – wciąż pełnił głównie rolę rezerwowego, jednak jednocześnie zanotował bardzo udany występ w Lidze Mistrzów CONCACAF; w 2014 roku dotarł ze swoją ekipą do finału tych najbardziej prestiżowych rozgrywek północnoamerykańskiego kontynentu, zostając ich królem strzelców z siedmioma bramkami na koncie. W lipcu 2015 udał się na wypożyczenie do drugoligowego Mineros de Zacatecas.
| Sezon     | Klub                 | Kraj   | Rozgrywki  | Mecze | Bramki |
| --------- | -------------------- | ------ | ---------- | ----- | ------ |
| 2006/2007 | Atlético Mexiquense  | Meksyk | Ascenso MX | 2     | 0      |
| 2007/2008 | Atlético Mexiquense  | Meksyk | Ascenso MX | 10    | 0      |
| 2008/2009 | Atlético Mexiquense  | Meksyk | Ascenso MX | 24    | 4      |
| 2008/2009 | Deportivo Toluca     | Meksyk | Liga MX    | 10    | 1      |
| 2009/2010 | Deportivo Toluca     | Meksyk | Liga MX    | 39    | 4      |
| 2010/2011 | Deportivo Toluca     | Meksyk | Liga MX    | 13    | 1      |
| 2011/2012 | Deportivo Toluca     | Meksyk | Liga MX    | 5     | 0      |
| 2012/2013 | Club Tijuana         | Meksyk | Liga MX    | 12    | 0      |
| 2013/2014 | Deportivo Toluca     | Meksyk | Liga MX    | 32    | 7      |
| 2014/2015 | Deportivo Toluca     | Meksyk | Liga MX    | 7     | 0      |
| 2015/2016 | Mineros de Zacatecas | Meksyk | Ascenso MX |       |        |

## Kariera reprezentacyjna
W 2007 roku Nava został powołany przez szkoleniowca Jesúsa Ramíreza do reprezentacji Meksyku U-17 na Mistrzostwa Ameryki Północnej U-17. Na honduraskich boiskach wystąpił w dwóch z trzech możliwych spotkań (w obydwóch w wyjściowym składzie), nie wpisując się na listę strzelców, zaś jego kadra spisała się znacznie poniżej oczekiwań – z kompletem remisów zajęła trzecie miejsce w grupie, nie kwalifikując się na rozgrywane kilka miesięcy później Mistrzostwa Świata U-17 w Korei Płd.